# NGC 149
NGC 149 é uma galáxia lenticular (S0) localizada na direcção da constelação de Andromeda. Possui uma declinação de +30° 43' 25" e uma ascensão recta de 0 horas, 33 minutos e 50,2 segundos.
A galáxia NGC 149 foi descoberta em 4 de Outubro de 1883 por Édouard Jean-Marie Stephan.